# Вітюк Михайло Миколайович
Михайло Миколайович Вітюк (н. 28 березня 1981, Конотоп) — український діджей та саунд-продюсер, що пише електронну музику в різних стилях. Псевдонім «Vakula».

## Життєпис
Михайло з дитинства любив навчатись самостійно, тому не має професійної музичної освіти. В дитинстві займався спортом: легкою атлетикою і східними єдиноборствами. Згодом мав безліч професій: від радіоведучого та будівельника до директора з розповсюдження музичного журналу.
1992 року Михайло вперше почув електронний трек, це була музика від Kraftwerk та The Orb, яка справила велике враження на майбутнього музиканта. Спробувавши навчатись дизайну, переїхав з Конотопа до Дніпра, потім до Києва і згодом до Москви, де у 2002—2005 роках працював резидентом клубу «Пропаганда». 2003 року почав писати музику в проекті «Casual Underground». 2005 року під час поіздки до рідного міста відвідав Путивль, де і вирішив взяти ім'я Вакули, як героя-легенду з минулого.
2002 року в Москві Михайло почав працювати з програмою Reason для зведення і написання електронної музики. Він того часу не мав комп'ютера, тож його знайомий віддав йому свій, щоб він міг вчитись працювати з музикою. Півроку жив в Санкт-Петербурзі, де навчав школярів писати електронну музику.
2003 року разом з Олексієм Стратоновим і Стасом Хімічем створює колектив «Casual Undeground», на якому пише техно. Принципово в роботі над треками музиканти використовували тільки свої семпли. В Москві Михайло з друзями часто збирались і експериментували з електронним інструментом Akai 2000, синтезаторами, бас-гітарою. Іноді їздили до центру міста і записували звуки оточення, щоб згодом використати їх у своїх треках.
2008 року платівки виконавця вийшли на Firecracker Recordings і бельгійскому Meakusma.
Vakula заснував лейбли Shevchenko, Leleka та Bandura, для оформлення яких використовує зображення бандуриста, Шевченка або Лесі Українки. Vakula став першим українцем, що зробив подкаст для серії Resident Advisor і виступив в Boiler Room, відігравши три виступи.
Михайло брав участь у написанні оіфційного реміксу до творів Стівена Райха, де посів друге місце з міксом Steve Reich «2x5 Movement III: Fast», а його трек було включено до альбому реміксів Райха.
2011 року Михайло отримав запрошення виступити в токійському клубі Liquidroom, ставши першим українським діджеєм, що відіграв сет у Японії. В жовтні того ж року Михайло виступив на фестивалі Freaks Village.
Музикант вкрай рідко дає інтерв'ю і майже не виступає в Україні, натомість постійно грає по всьому світу.

## Стиль
Михайло віддає перевагу аналоговим інструментам, тож його треки зазвичай відрізняються незвичністю для класичного звучання електронної музики. Музику пише на домашній студії з використанням аналогових інструментів. В домашній студії Михайла є понад 40 синтезаторів. Великий вплив на творчість Вакули має музика 60-х, 70-х і 80-х років.

## Релізи
З 2008 року Михайло випустив понід 30 релізів.
| Назва                                                  | Лейбл                  | Рік  |
| You've Never Been To Konotop (вибрані твори 2009—2012) | Firecracker Recordings | 2013 |
| A Voyage To Arcturus                                   | Leleka                 | 2015 |
| Dedicated To Jim Morrison ‎(LP, альбом)                 | Leleka                 | 2015 |
| Cyclicality Between Procyon And Gomeisa                | Dekmantel              | 2016 |

| Назва                                                                | Лейбл                  | Рік  |
| Night In Konotop City                                                | Quintessentials        | 2008 |
| Hohol ‎(12")                                                          | Uzuri                  | 2008 |
| Ring Of Night EP                                                     | Best Works Records     | 2010 |
| Firecracker EP 5 ‎(10", EP)                                           | Firecracker Recordings | 2010 |
| Nema ‎(12", Whi)                                                      | 3rd Strike Records     | 2010 |
| Trip From Bo                                                         | Ethereal Sound         | 2011 |
| Mama Said Go Slow                                                    | Shevchenko             | 2011 |
| Slavic Mythology EP                                                  | Archipel               | 2011 |
| Picture Of You                                                       | Dekmantel, Dekmantel   | 2011 |
| Analog Love ‎(12", Ltd, Bla)                                          | Leleka                 | 2011 |
| Unthank 2 ‎(10", Ltd, Cle)                                            | Unthank                | 2011 |
| Saturday ‎(12")                                                       | 3rd Strike Records     | 2011 |
| Saturday Remix5 ‎(12")                                                | 3rd Strike Records     | 2011 |
| Dub As Always ‎(12", W/Lbl, Cle)                                      | Shevchenko             | 2011 |
| You Cannot Resist ‎(12", Ltd, W/Lbl, Cle)                             | Shevchenko             | 2011 |
| Asuwant ‎(12", 180)                                                   | Shevchenko             | 2012 |
| I Wanna Dance With You All My Life ‎(12", Ltd, Bla)                   | Leleka                 | 2012 |
| Vakula & Kuniyuki* — Session North #1 / Passage To The Moon ‎(12")    | Soundofspeed           | 2012 |
| Vakula & Dusty Baron — Autumn Leleka ‎(12" + 7")                      | Leleka                 | 2012 |
| No Music ‎(12", Cle)                                                  | Shevchenko             | 2012 |
| Curves ‎(12")                                                         | Downbeat Black label   | 2012 |
| Night Walks ‎(12", Ltd, Cle)                                          | Leleka                 | 2013 |
| Bandura 002 ‎(12", W/Lbl, Sta)                                        | Bandura                | 2013 |
| Bandura 003 ‎(12", W/Lbl, Sta)                                        | Bandura                | 2014 |
| Ukrainian Landscape ‎(12", W/Lbl, Sta)                                | Bandura                | 2014 |
| Vakula, Siamak Amidi, Animous, Miruga, Nasrawi — Various Ideas ‎(12") | Volt Music (2)         | 2014 |
| Vakula & Kez YM — Sound Of Speed Attack The Soundsystem ‎(12")        | Soundofspeed           | 2016 |
| A ‎(12")                                                              | Bandura                | 2016 |
| Modulations EP ‎(12", EP)                                             | Arma                   | 2016 |

## Цікаві факти
- Дід Михайла Олександр Ковшар був українським бандуристом
- 2015 — Vakula видав альбом, присвячений Джиму Моррісону[16]
- 2015 — Вакула випустив альбом, присвячений однойменній книзі «Подорож до Арктуру» Девіда Ліндсея.